# مارسیو پاسوس
مارسیو هنریک مایا پاسوس (متولد ۲۵ آوریل ۱۹۸۵ در مانائوس) بازیکن فوتبال اهل برزیل است. این بازیکن فوتبال توانایی بازی در پست‌هافبک دفاعی و دفاع چپ را دارد.
پاسوس در تاریخ ۷ دی ۱۳۹۳ و در زمان نقل و انتقالات نیم فصل لیگ برتر ۹۴-۱۳۹۳ به تیم سپاهان اصفهان پیوست.

## افتخارات
باشگاهی
- لیگ برتر ایران
- قهرمانی در لیگ برتر فوتبال ایران ۹۴-۱۳۹۳ به همراه تیم سپاهان اصفهان